# Richard Seiler
Pour les articles homonymes, voir Seiler.
Richard Seiler, né le 6 décembre 1940 à Strasbourg (Bas-Rhin), est un journaliste et historien français.

## Biographie
Richard Seiler est le fils de Francis Seiler, violoniste et chef d'orchestre, et de Germaine Seiler, pianiste, productrice d'émissions artistiques à Radio Strasbourg. Au cours de la Seconde Guerre mondiale à Strasbourg, son père est le chef d’un groupe de passeurs, au sein d’une filière d’évasion, appartenant à la Résistance locale. Dès 1945, ce dernier reconstitue l’orchestre radio symphonique de Strasbourg. Richard Seiler est le cousin de l’acteur et metteur en scène Jacques Seiler.
Il fait ses études secondaires à Strasbourg au collège épiscopal Saint-Étienne, au lycée Louis-Pasteur et au lycée Kléber où il obtient son bac philo.
Boursier de l’American Field Service (AFS), il étudie une année à la Noble and Greenough School à Dedham, près de Boston.
Son sursis étudiant n’étant pas renouvelé pour cause de guerre d'Algérie (1954-1962), il est incorporé en novembre 1961 au 18e régiment d’instruction des transmissions à Épinal. Il y est à l’occasion des fêtes de fin d’année l’un des organisateurs et acteurs d'un spectacle « théâtre aux armées ». Breveté opérateur radio en juin 1962, il ne va finalement pas en Algérie du fait de la signature trois mois plus tôt, le 19 mars, des accords d'Évian qui mettent fin à la guerre. Son service militaire se termine en avril 1963.
Il poursuit ses études à la faculté des lettres de l’université des sciences humaines de Strasbourg tout en entrant en même temps au Bureau régional d'information (BRI) de la station ORTF Alsace. Ne pouvant cumuler sérieusement une activité de journaliste avec des études universitaires poussées, il décide de donner la priorité à son métier et de repousser ses études à plus tard. Il les reprend effectivement à partir des années 1980.
Sur le plan professionnel, sept périodes, très différentes les unes des autres, marquent son cursus :
- de 1963 à 1967, journaliste à la station de l’ORTF Alsace[3],
- de 1967 à 1974, chef du secrétariat particulier, puis chargé de mission au secrétariat d'État à l’Intérieur et à la présidence du conseil général du Bas-Rhin,
- de 1975 à 1981, secrétaire général d’une fédération régionale (en Alsace) de syndicats professionnels[4],
- de 1982 à 1987, chef du service des affaires culturelles au conseil régional d'Alsace,
- de 1988 à 1993, directeur régional (en Alsace) d’un cabinet de recrutement de cadres d’entreprises (Raymond Poulain Consultants) et consultant-spécialiste en reclassement professionnel (Staff Consultants),
- de 1994 à 2003, journaliste au conseil régional d'Alsace, affecté dans un centre d'animation et de ressources de l’information sur la formation professionnelle,
- depuis 2003, écrivain.

Pendant cette première période (1963-1967), il est chargé de couvrir les sessions des institutions européennes implantées à Strasbourg, celles du Parlement européen et du Conseil de l'Europe. Il y est à ce titre le correspondant de l’ORTF Alsace, du service diplomatique de France Culture, de la RTB en 1964 et 1965, et du service d’information en langue française de la radio allemande Deutsche Welle diffusant sur ondes courtes à destination des pays de l’Afrique francophone. En 1966, Richard Seiler est détaché pendant six mois à Berlin-Ouest auprès de la station de radio du Sender Freies Berlin.
Pendant la seconde période (1967-1974), Richard Seiler devient un très proche collaborateur d'André Bord, ministre gaulliste (1966-1978) et président du conseil général du Bas-Rhin (1967-1979). Sa fonction est surtout celle d’un journaliste. Il rédige tout au long de ces années de nombreux articles dans Le Courrier de Strasbourg (1965-1971), et Le Carrefour de l'Est (1971-1974), deux publications mensuelles qui prennent toutes les deux successivement le même second titre, Le Magazine de la France rhénane dont le directeur politique est André Bord. Il collabore également au journal quotidien du mouvement gaulliste, tiré à Paris, La Nation. Richard Seiler adhère au début des années 1970 au Front du Progrès fondé et animé par le gaulliste de gauche Jacques Dauer, ainsi qu’au Front travailliste et au Comité d’action pour le rassemblement de la gauche gaulliste sous l’égide de l’ancien ministre du Travail du général de Gaulle et résistant, Gilbert Grandval. Il fait partie beaucoup plus tard, dans les années 1990, du club Témoin présidé successivement par Jacques Delors et François Hollande.
Au cours de ses quatrième et cinquième périodes professionnelles (1982-1993) il reprend ses études. Après avoir longuement hésité entre la philosophie, la littérature française et l’histoire, c’est finalement cette dernière discipline qu’il choisit.
Alors qu'il retourne en 1982 dans la fonction publique territoriale, il ouvre de 1983 à 1994 à la faculté des sciences historiques de l'université Marc-Bloch (Strasbourg-2) une longue période d’études qui le mène sur le vaste chantier de l’histoire de la Seconde Guerre mondiale. Il fait partie dans ce contexte du Centre de recherches sur les pays d'Europe centrale et sud-orientale (CRECSO).
Il s’investit dans l’écriture d’ouvrages historiques et collabore, depuis 1996, à des revues spécialisées : 39-45 Magazine (éditions Heimdal) et Batailles (Ysec Médias) pour la Seconde Guerre mondiale et la revue Tranchées (Ysec Médias) pour la Première Guerre mondiale.

## Publications

### Travaux universitaires
- En 1986, présentation à l’Institut d’histoire régionale de l’université Marc-Bloch (Strasbourg-2) d’un mémoire de maîtrise en cinq tomes intitulé La Politique culturelle du conseil régional d’Alsace 1972-1986.
- En 1987, présentation à l’Institut d'histoire contemporaine d’un mémoire de DEA portant sur Les Négociations diplomatiques de la Hongrie, de la Roumanie et de la Bulgarie avec les principaux alliés occidentaux (États-Unis, Grande-Bretagne) de 1941 à 1944. Ce travail est l’amorce de recherches menées ensuite pendant six ans au sein du CRECSO (Centre de recherches sur les pays d'Europe centrale et sud-orientale) et dans le cadre de la préparation d’une thèse de doctorat sur La Politique du gouvernement de Vichy envers les pays satellites de l'Axe en Europe centrale et orientale (Hongrie, Roumanie, Bulgarie, Croatie, Slovaquie et Finlande) de 1940 à 1944. Si la thèse n’a finalement pas été soutenue au cours des années 1990 par manque de temps pour des raisons professionnelles, les recherches effectuées à ce titre ont permis plus tard de reprendre ce travail et d’écrire Le 4e Front d’Adolf Hitler 1933-1944.

### Ouvrages
- La Résistance sacrifiée en France 1943, Ysec Éditions, Louviers, 2024.  (ISBN 978-2846734233)
- La 5e Colonne nazie, Mythe et réalité, Ysec Éditions, Louviers,2024.  (ISBN 978-2-84673-421-9)
- La bataille d'Alsace - 1945 : Opération Nordwind et poche de Colmar (ouvrage collectif sous la direction d'Yves Buffetaut), Ysec Éditions, Louviers, 2018.  (ISBN 978-2846732987)
- Dans les Tranchées 1914-1918 (ouvrage collectif sous la direction d'Yves Buffetaut), Ysec Éditions, Louviers, 2017.  (ISBN 978-284673-266-6)
- Dans l’immensité de l’ombre. Le résistant du Languedoc. Roman historique. L’Harmattan, Paris, 2017.  (ISBN 978-2-343-11617-4)
- Charles Mangold, chef de l’armée secrète en Périgord, préface de Michel Moyrand, L'Harmattan, Paris, 2014.  (ISBN 978-2343039510)
- Objectif Strasbourg – Les bombardements américains de 1943-1944, La Nuée Bleue, Strasbourg, 2013.  (ISBN 978-2-7165-0819-3)
- Le 4e front d’Adolf Hitler 1933-1944, Jérôme Do. Bentzinger éditeur, Strasbourg, 2009.  (ISBN 978-2849601617)
- Je reste en Alsace – Carnet de bord entre Vosges et Rhin 1963-2003, Jérôme Do. Bentzinger Éditeur, Strasbourg, 2007.  (ISBN 978-2849601037)
- La Tragédie du Réseau Prosper, avril-août 1943, Éditions Pygmalion, Paris, 2003.  (ISBN 978-2857048046)

### Préface
- Corentin Meyer, 39-45 Strasbourg, Passé Composé, l'I.D. l'Édition, 2021.  (ISBN 978-2367012209)

### Articles historiques
Revue 39-45 Magazine
- Vosges, août 1944 : la bataille de la ferme de Viombois, (no 124, octobre 1996)
- Massif de l'Aigoual, 12 novembre 1941 : la mort du général Huntziger, (no 130, avril 1997)
- Vosges, août-septembre 1944 : les combats de la Piquante Pierre, (no 135, septembre 1997)
- La destinée tragique de quatre agents féminins du S.O.E. en France, (no 148, octobre 1998)
- Les émissions en langue française diffusées par la B.B.C. de 1940 à 1944, (no 155, mai 1999)
- Le maquis Aigoual-Cévennes en 1944, (no 157-158, juillet-août 1999)
- Jean de Loisy. Mort sur le Rhin. Vie et mort d'un héros, (no 161, novembre 1999)
- Juin 1940. La Wehrmacht attaque en Alsace… (no 168, juin 2000)
- Wangenbourg, Q.G. de la Ve armée française 1939-1940, (no 178, avril 2001)
- L'histoire mouvementée de l'Émile Bertin, croiseur rapide de la marine française 1939-1946, (no 186, janvier 2002)
- La Nouvelle-Calédonie, base stratégique américaine dans le Pacifique Sud, 12 mars 1942, (no 207, décembre 2003)
- Les forces alliées spéciales dans les Vosges, août-novembre 1944, (no 217, novembre 2004)
- Strasbourg sous les bombes de la 8th US Air Force en 1943 et 1944, (no 228, novembre 2005)
- René Char, « Capitaine Alexandre », alias « Hypnos », (no 230, janvier 2006)
- Les forces spéciales alliées dans le Gard, juin-août 1944, (no 240, novembre 2006)
- Un Alsacien dans les Cévennes. Un jeu dangereux qui a failli mal tourner en 1944-1945, (no 242, février 2007)
- Dernières angoisses avant la libération de l'Alsace. La bataille de Kilstett/janvier 1945, (no 248, septembre 2007)
- Vosges. Veillée d'armes à Grendelbruch. Juin-juillet 1944, (no 260, octobre 2008)
- La Résistance alsacienne en Dordogne 1943-1944. L'héroïque aventure d'André Bord, (no 268, juin 2009)
- L'antimaçonnerie par la voie de la propagande philatélique en Europe occupée 1940-1944, (no 271, octobre 2009)
- Les actions de guerre d'André Bord au sein de la Brigade Alsace-Lorraine, septembre 1944-mars 1945, (no 273, décembre 2009).

Revue Batailles
- Charles Mangold, chef de l'Armée secrète en Périgord, (no 65, août-septembre 2014)
- Les Anglais du SAS dans les Vosges, une épopée occultée 1944, (no 67, décembre 2014-janvier 2015)
- La bataille de Kilstett. Strasbourg est sauvée ! Janvier 1945  (no 68, février-mars 2015)
- La victoire de la 1re armée française en Allemagne  31 mars-26 avril 1945 (no 84, novembre-décembre 2018-janvier 2019)

Revue Tranchées
- L'Alsace-Lorraine, glacis du Reich contre la France, (no 2, juillet-août-septembre 2010)
- Joffre et l'Alsace, (no 4, janvier-février-mars 2011)
- L'American Field Service sur le front des Vosges, (no 7, octobre-novembre-décembre 2011)
- Strasbourg à l'épreuve de la Grande Guerre, (no 16, janvier-février-mars 2014).
- La Tête des Faux, un champ de bataille oublié des hautes Vosges (no 34, juillet-août-septembre 2018).

Revue Saisons d’Alsace
- Résistance en Périgord / La mort héroïque de l’Alsacien Charles Mangold, chef de l’Armée secrète (no 72, printemps 2017)
- La Résistance armée juive alsacienne dans les Vosges / Le Thillot 1943/1944 (no 73, automne 2017)

Autres
- Charles Mangold, chef de l’Armée secrète en Périgord, fusillé le 12 août 1944 à Périgueux, dans Les Fusillés (1940-1944), Les Éditions de l’Atelier, Ivry-sur-Seine, 2015, p. 1203-1204.  (ISBN 9782708243187)
- Objet choisi : le masque vénitien, dans Portraits alsaciens de François Nussbaumer, préface de Gilles Pudlowski, Le Noyer Édition, Strasbourg, 2015, p. 119 et 175.  (ISBN 2-9512900-8-X)
- Strasbourg sous les bombes 1943-1944 dans La libération de Strasbourg, livre édité aux Presses universitaires Rhin et Danube dans la collection Terres rhénanes, Huningue, 2025, p. 117-144.  (ISBN 978-2-488305-006). L'ouvrage est publié sous l'égide du gouverneur militaire de Strasbourg dans le cadre d'un colloque organisé le 14 novembre 2024 par la 2e brigade blindée en commémoration du 80e anniversaire de la libération de la ville.

### Documentaires TV
- Les Carnets d'Adolf Hitler, entretien sur le sujet avec la société Maydia Production pour la chaîne Planète, 2010.
- Objectif Strasbourg, les bombardements américains de 1943 et 1944, entretien, à la suite de la sortie du livre du même titre, avec la journaliste Astrid Servent au cours de l'émission Alsace Matin du 10 septembre 2013 sur les antennes de FR3 Alsace.
- Strasbourg sous l'Occupation, entretien avec le réalisateur Olivier Lacaze de la société Troisième Œil productions pour la diffusion du documentaire correspondant le 29 novembre 2019 sur la chaîne RMC Découverte.

## Distinctions
- Officier de l'ordre des Arts et des Lettres[6].
- Médaille d'honneur régionale, départementale et communale, argent.
- Médaille de la Confédération Nationale des Combattants Volontaires de la Résistance[7].